# Ahn Junghyo
Ahn Junghyo (en coréen : 안정효), né le 2 décembre 1941 à Mapo-gu et mort le 1er juillet 2023, est un écrivain et traducteur littéraire sud-coréen.

## Biographie
Ahn Junghyo est né le 2 décembre 1941 à Séoul. Il fréquente l'université Sogang où il obtient une licence en littérature anglaise en 1965. Il travaille dès lors comme journaliste en langue anglaise pour le journal Korea Herald. Il devient directeur du Korea Times entre 1975 et 1976. Il fut aussi éditeur en chef pour la rubrique coréenne d'Encyclopædia Britannica de 1971 à 1974.
ll fait ses débuts dans le monde littéraire en 1975 quand il réalise la traduction en coréen de Cent Ans de solitude de Gabriel Garcia Márquez, publié en feuilleton dans la revue Munhak sasang. À partir de là et jusqu'à la fin des années 1980, il traduit plus de 150 récits de la littérature anglaise en coréen.

## Œuvre
Son premier roman s'intitule Sur la guerre et la ville (Jeonjaeng-gwa dosi), plus connu aujourd'hui sous le titre Guerre blanche (Hayan jeonjaeng), publié en 1983. Il parle dans ce récit de son expérience en tant que soldat sud-coréen dans la guerre du Viêt Nam. Il a traduit lui-même son roman en anglais, publié aux États-Unis en 1989 par Soho Publishing sous le titre de White Badge (L'insigne blanc). En 1992, son récit est adapté en un film de même nom, tourné au Viêt Nam. La version finale de son livre Guerre blanche (Hayan jeonjaeng) est publiée en Corée du Sud en 1993 et reçoit un bien meilleur accueil que lors de sa première édition en 1983.

## Publications
- 하얀 전쟁 Guerre blanche (1985-1993)
- 가을바다 사람들 Les Gens de la plage d'automne (1993)
- 은마는 오지 않는다 L'Étalon d'argent ne vient pas (1993)
- 갈쌈 Galssam (1987), traduit en anglais sous le titre Silver Stalion
- 헐리우드키드의 생애 La Vie d'un enfant d'Hollywood (1992)

## Distinctions
- Prix littéraire Kim Yoo-jung (ko) en 1992.